# Sanctuary – Génrejtek (webepizódok)
A Sanctuary – Génrejtek  egy kanadai sci-fi-fantasy internetes sorozat. 2007-ben került a közönség elé az interneten, webepizódok (webisode) formájában, majd a nagy siker hatására állandó televíziós sorozat lett (Sanctuary – Génrejtek). A nyolc webepizódból készült a televíziós sorozat első három része. Főszereplői Amanda Tapping, Robin Dunne, Emilie Ullerup, Christopher Heyerdahl és Ryan Robbins.
A Menedék különféle természetfeletti, abnormális élőlények otthona, melyben biztonságban élhetnek a külvilágtól, illetve a külvilág is biztonságban élhet tőlük. Dr. Helen Magnus (Tapping) és csapata ezen természetfelettiek megsegítését tűzte ki céljául.

## Szereplők

### Főszereplők
- Dr. Helen Magnus – Amanda Tapping
- Dr. Will Zimmerman – Robin Dunne
- Ashley Magnus – Emilie Ullerup
- John Druitt/Nagyfiú – Christopher Heyerdahl
- Henry Foss – Ryan Robbins

### További szereplők
- Joe Kavanaugh nyomozó – Kavan Smith
- Larry Tolson – David Hewlett
- Alexij – Cainan Wiebe
- Kétarcú – Chuck Campbell
- Ernie Watts – Peter DeLuise
- Danu – Miranda Frigon (Morrígan)
- Tatha – Leah Cairns (Morrígan)
- Caird – Laura Mennell (Morrígan)
- Gregory Magnus – Jim Byrnes
- Terrence Wexford – Paul McGillion

## Epizódok
|  | Alább a cselekmény részletei következnek! |

### Webepizód I.
1888-ban London egy sötét utcáján a Whitechapel negyedben John Druitt (Christopher Heyerdahl), alias Hasfelmetsző Jack a nyolcadik áldozatával találkozik. Volt menyasszonya és orvosa, doktor Helen Magnus (Amanda Tapping) hasztalanul igyekszik megakadályozni az újabb gyilkosságot, ráadásul a teleportálás képességével bíró Druittnak sikerül elmenekülnie.
Napjainkban az Óvárosban csendháborítás miatt riasztják a rendőrséget egy házba. A rendőrök a megadott címen bevándorló család meglehetősen ideges tagjait találják. A lakásba lépve látják, hogy egy holttest fekszik a földön, és az ágy alatt rémült kisfiút találnak. A rendőrök egyike megközelíti a fiút, hogy segítsen rajta, ám a közelébe kerülve egy nyúlvány vágódik ki a fiú mellől és homlokon találja a rendőrt, aki azonnal meghal, majd a másik következik. Dr. Magnus a ház előtt megbújva figyeli az eseményeket. Eközben Dr. Will Zimmerman, az FBI-tól kibukott törvényszéki szakértő gyermekkorába álmodja vissza magát, amikor egy szörny ijesztette őt szinte halálra, majd telefonja csörgésére felébred. A haláleset miatt hívják, korábbi páciense, Larry Tolson (David Hewlett) gyanúsított az ügyben. A zavart Tolson elmondja, hogy nem ő a gyilkos, csak a zaj miatt nézett be a lakásba, ahol az eset történt. Bár Will hisz neki, Joe Kavanaugh nyomozót nem nagyon érdekli a szakmai vélemény. A hullaházban ezalatt Dr. Helen Magnus a két meggyilkolt rendőr holttestét vizsgálja.

### Webepizód II.
A különleges nyúlvánnyal szimbiózisban élő kisfiút, Alexijt menekülés közben a metróalagútba viszi útja, Ashley Magnus a nyomában van, és John Druitt szintúgy. Druittnak sikerül bizalmat ébresztenie a fiúban és magával viszi.
Helen találkozik Will Zimmermannal, és a pszichiáter meglepetésére mindent tud az új ügyről. Otthonában Willre rátalál saját gyermekkori réme, és a rémülettől elájult férfit a Menedékbe viszi. Will másodszorra is elájul a rém látványától, mire Dr. Magnus beszélgetni tud vele. A rém, más néven Nagyfiú (Christopher Heyerdahl), Dr. Magnus egykori páciense és jelenlegi inasa. Helen körbevezeti Will-t a Menedékben, amely rengeteg abnormális és természetfeletti lény otthona vagy börtöne, és állást ajánl a megdöbbent pszichiáternek.

### Webepizód III.
Dr. Magnus és Zimmerman a metróalagútban Alexij nyomában jár, ahol John Druitt hatására az agresszív nyúlvány újabb áldozatot hagyott maga után. Ashleynek sikerült a fiú nyomára bukkannia, majd elkábítják és a Menedékbe vinni a fiút. Will megtudja, hogy Ashley Dr. Magnus lánya, és egyben segítője is az abnormális lények begyűjtésében.
Willnek a megérzéseire és bátorságára egyaránt szüksége van, hogy megnyerje a fiú bizalmát, és ezzel az önvédelmi célokat szolgáló ellenséges nyúlványt is megszelídítse. Ashley közben a fegyverbeszállítójukhoz, Ernie Watts-hoz (Peter DeLuise) tart. John Druitt is feltűnik, hatástalanítja Ernie-t és komoly küzdelem alakul ki közte és Ashley között.

### Webepizód IV.
Alexij említést tesz Willnek a férfiről, akivel az alagútban találkozott, közben Ernie is értesíti Magnust a történtekről. Druitt elárulja a fogva tartott Ashley-nek, hogy ő az apja.
Az abnormális kisfiú eltűnik a Menedékből, ágyán iránymutatással, ahol vélhetően őt és Ashley-t is fogva tartja Druitt. Útközben Dr. Magnus elmeséli Willnek, hogy Druitt az ő egykori szerelme, aki egyik első páciense volt. Speciális képessége a teleportálás időben és térben. Sajnálatos módon minden teleportáció kárt okoz agyában, amitől gyilkos ösztönei felszínre törtek.
A megkötözött Ashleyt megdöbbenti és elkeseríti, hogy a gyilkos Druitt az apja. Mikor Helen a helyszínre érkezik, Druitt Alexijt uszítja a lányra, csak Will közbelépése tudja az agresszív nyúlványt ismét megszelídíteni. Nagyfiú próbál Druittra támadni, azonban az kezével a rém oldalában teleportálódik. Abban a pillanatban Druitt elgyengül; Magnus egy óvatlan pillanatban fecskendőt nyomott a lábába. John utolsó erejével elteleportált.
A Menedékben Nagyfiú a betegágyán bevallja Willnek, hogy ő volt az, aki megijesztette a fiút gyermekkorában. Mielőtt Helen Magnusszal találkozott volna, gyakran ijesztgetett gyerekeket. Will végül választás elé kerül, vagy visszatér régi életébe, vagy Dr. Magnus furcsaságokkal teli világát választja. Helentől megtudja, hogy a doktornő maga is ott volt az 1800-as években, amikor John Druitt Hasfelmetsző Jack néven prostituáltakat ölt, és hogy Ashley valóban kettejük lánya. Ezzel az is kiderül, hogy Helen idősebb, mint az normális lenne; a doktornő 157 éves.

### Webepizód V.
Dr. Magnus visszaemlékezik, amikor fiatalkorában apját, Gregory Magnust tudóstársai őrültnek bélyegezték, ám apja nem árulta el lányának, mit tett. A valóságban Helen, Will és Ashley egy távoli szigeten lévő kripta felé tartanak, ahol a hosszú élet titkát vélik megtalálni. A kripta előtt meg kell küzdeniük a bejutásért az Őrzőkkel, akik a holtakra vigyáznak. Will a kripta belsejében három sírt, és bennük három élő, bár kómában fekvő nőt talál. A Menedékbe visszatérve Dr. Magnus a nők felébresztésén kezd dolgozni, illetve az egyik Őrző testét vizsgálja, Ashley ezalatt Henry (Ryan Robbins) új fejlesztésű fegyverét teszteli a Menedék egy abnormális lakóján.
A három testvér egyike, Danu ébred fel elsőként, rémülten emlékszik vissza elrablásuk körülményeire, korábbi emlékei azonban homályosak. Csak egy kórra emlékszik, amire nem volt gyógymód, és ami mindenkit megölt.

### Webepizód VI.
Ashley szörnyvadászatra indul, mert Druittal kapcsolatos érzései miatt nem teljes értékű a harcban, bizonyítania kell saját magának. Közben Dr. Magnus és Will továbbra is a három testvér rejtélyén dolgozik. Titokzatosságuk csak növekszik, mivel Will arra következtet, Danu kb. 1200 évvel ezelőtti emlékekről beszél. Will szakmai véleménye az, hogy a testvére elméje megzavarodott a bezártság és a szörnyek miatt.
Helen ismét visszaemlékszik arra az időre, mikor apját eltiltották a praktizálástól, sőt miatta Helent magát harmadszor is elutasították a londoni orvosi iskolától, így őt sem alkalmazhatta egyetlen kórház vagy egészségügyi intézmény sem. Lánya kérésére Gregory Magnus végre beavatja őt sajátos kutatásaiba.
Dr. Zimmerman hipnózis alatt próbálja feleleveníteni a testvérek emlékeit. Danu visszaemlékszik elrablásuk és bebörtönzésük körülményeire, majd korábbi egy korábbi eseményre: egy csatamező, ahol mindenki halott, csak ők hárman élnek már. Ezalatt Ashley összecsap a humanoid kaméleonnal a város alatti járatokban, és sikerül legyőznie azt.

### Webepizód VII.
Danu, Tatha és Caird újra rátalál emlékeire, és ezzel hatalmuk is visszatér. Dr. Magnus egyik abnormális ismerőse, Terrence Wexford (Paul McGillion) rábukkan a nők gyűrűje alapján egy ősi legendában a Morríganre: „Három természetfeletti nő, egyetlen céllal: férfiakat ölni”. A három boszorkány a középkorban, Artúr király idején tűnt fel csatamezőkön, és Artúr ellenségei azonnal holtan estek össze. A legendák szerint Morgan Le Fey alkotta meg őket, hogy jót tegyenek.
A Menedékben Will és Nagyfiú majdnem áldozatául esik a testvérek egyre növekvő hatalmának, csak Dr. Magnus közbenjárásának köszönhető, hogy nem esik bajuk. Will nem akarja elhinni, hogy a három kedvesnek és normálisnak tűnő nő valóban a középkor gonosz boszorkánya, de Danu bebizonyítja neki hatalmát. Dr. Magnus feltételezése szerint Merlin volt az, aki megtalálta a módját, hogy irányítsa a Morrígant, felhasználta őket, hogy Artúr kezére juttassa Angliát. Azután pedig bezárta őket az Őrzők felügyelete mellett, hogy sose lehessenek újra szabadok. Beszélgetésüket megszakítja, hogy az Őrzők nagy erőkkel támadják meg a Menedéket, vissza akarják kapni „tulajdonukat”.

### Webepizód VIII.
Ashley egy vámpírra (Dan Payne) vadászik, miközben az Őrzők a Menedéket ostromolják. Miközben Henry és Will a Morrígan hatalmával küzd, Dr. Magnus a behatolók ellen harcol. Nagyfiú is segít, de Ashleyre is szükségük lenne, ő azonban nem áll túl jól a vámpír elleni harcban. Hirtelen a vámpír eltűnik, és Ashley anyja segítségére indul.
Willnek sikerült meggyőznie a három testvért, hogy nem muszáj ölniük, mert eredetileg jóra hozták létre őket. Közben Helent, Nagyfiút és Ashleyt maga alá gyűri a túlerő, és az Őrzők egyre közelebb kerülnek céljukhoz.
|  | Itt a vége a cselekmény részletezésének! |

A végkifejlet a televíziós sorozat Délibábok című epizódjában látható.

## Forgatás
Damian Kindler a sorozat megjelenése előtt kilenc évvel írta meg a bevezető epizódot, majd félretette, amikor a Csillagkapu-franchise történeteit kezdte írni. Az ötlethez 2006-ban tért vissza újra Csillagkapus kollégáival, Amanda Tappinggel és Martin Wooddal. A forgatás 2007. január 3. és 31. között folyt Vancouverben (Kanada). A felvételek szinte csak green screen technika alkalmazásával készültek, vagyis a jelenetek hátterét, díszleteit nem építették meg, hanem az utómunkálatok során CGI technikával alkották meg. A webepizódokat 2007. május 14-től mutatták be interneten elérhető formában. A sorozat televíziós sugárzásának megkezdését követően legális internetes oldalakon a webepizódok már nem elérhetőek, az első évad epizódjait tartalmazó DVD extrái között megtalálható. Magyarországon az AXN videói között megtalálható.

## Fogadtatás
Az eredetileg internetre készült sorozat már a kezdetektől nagyon sikeresnek bizonyult, hat hónap alatt 3,7 millióan töltötték le az egyes epizódokat. A SyFy (Sci Fi Channel) nevű sci-fi csatorna ekkor megrendelte a televíziós sorozat első évadát. A Slice of SciFi az első webepizód után elismerően értékelte mind a forgatókönyvet, mind a színészek munkáját, és a cikk írója hosszú életet jósolt a sorozatnak. A Movies Online kritikusa szerint a stáb fantasztikus munkát végzett a díszlet és a teremtmények megalkotásával, valamint dicséri Ian Browne munkáját, aki zenéjével nagyszerűen aláfesti az ijesztő és drámai jeleneteket.
A sorozatban Alexijt alakító Cainan Wiebe 2008-ban és 2009-ben is jelölést kapott a Young Artist Award-ra.

## Külső hivatkozások
- IMDb
- Sanctuary Wikia